# ترزا (فیلم ۱۹۵۱)
ترزا (انگلیسی: Teresa) فیلمی به کارگردانی فرد زینمان است که در سال ۱۹۵۱ به نمایش درآمد و توانست برای دریافت جایزهٔ اسکارِ بهترین داستان نامزد شود.

## چکیده داستان
فیلیپ کاس، جوان حساس، در جنگ جهانی دوم در ایتالیا جنگید و در آنجا با یک زن جوان ایتالیایی آشنا شد.

## بازیگران
- پیر آنجلی
- جان اریکسن
- پاتریسیا کالینج
- پگی ان گارنر
- رالف میکر
- راد استایگر
- ادوارد بینز